# Pomniki w Łodzi

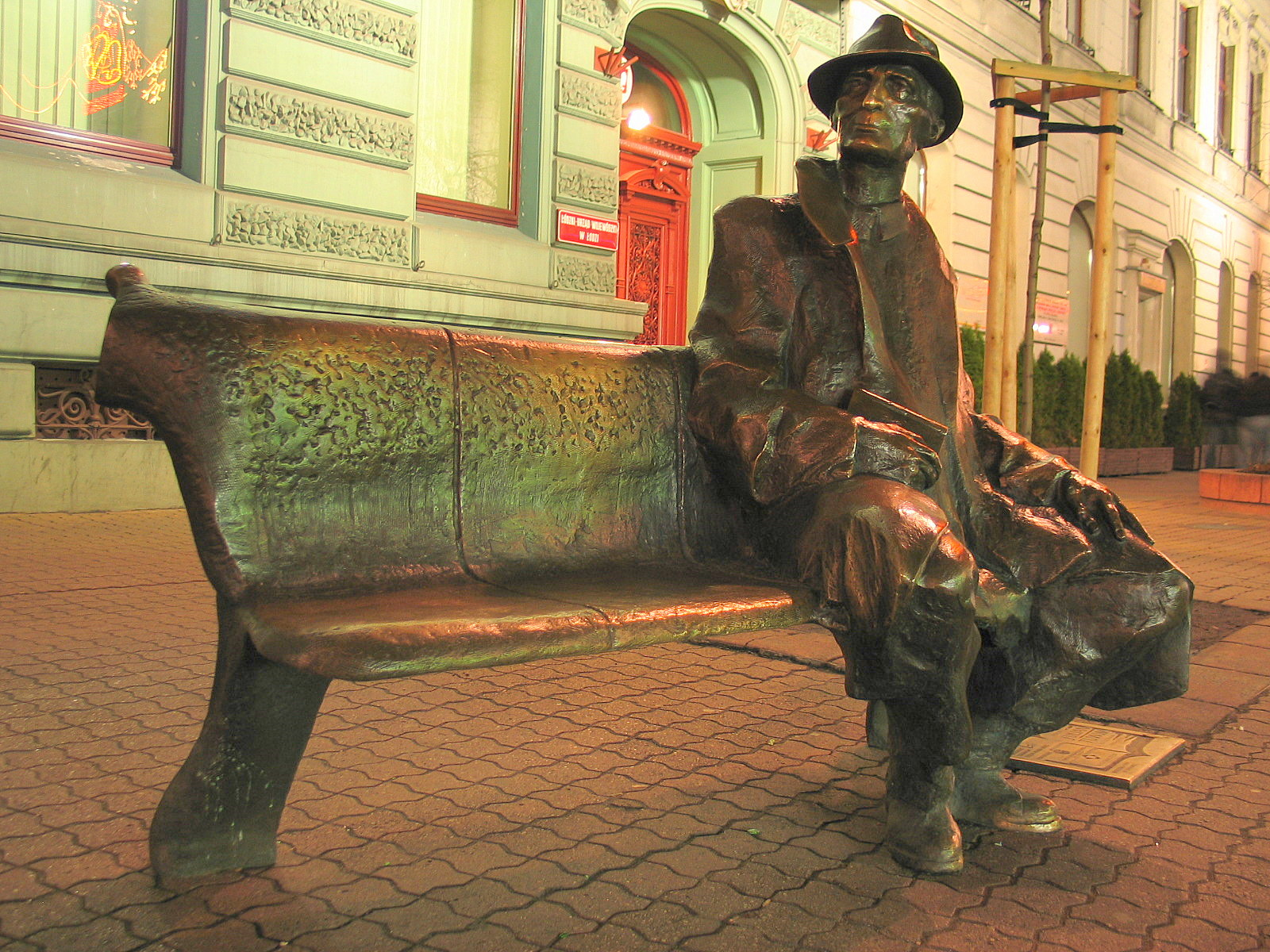
Ławeczka Tuwima

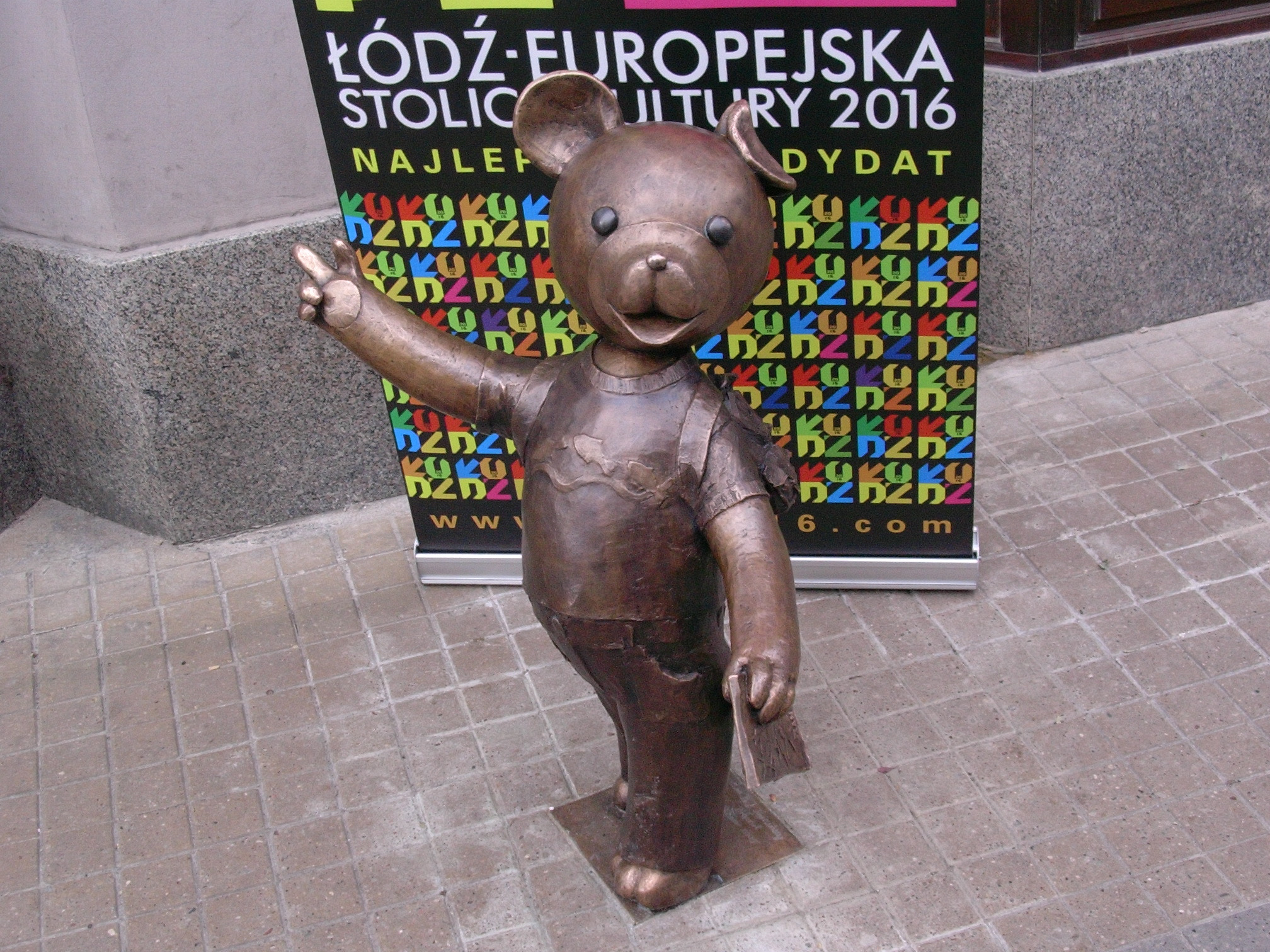
Pomnik Misia Uszatka

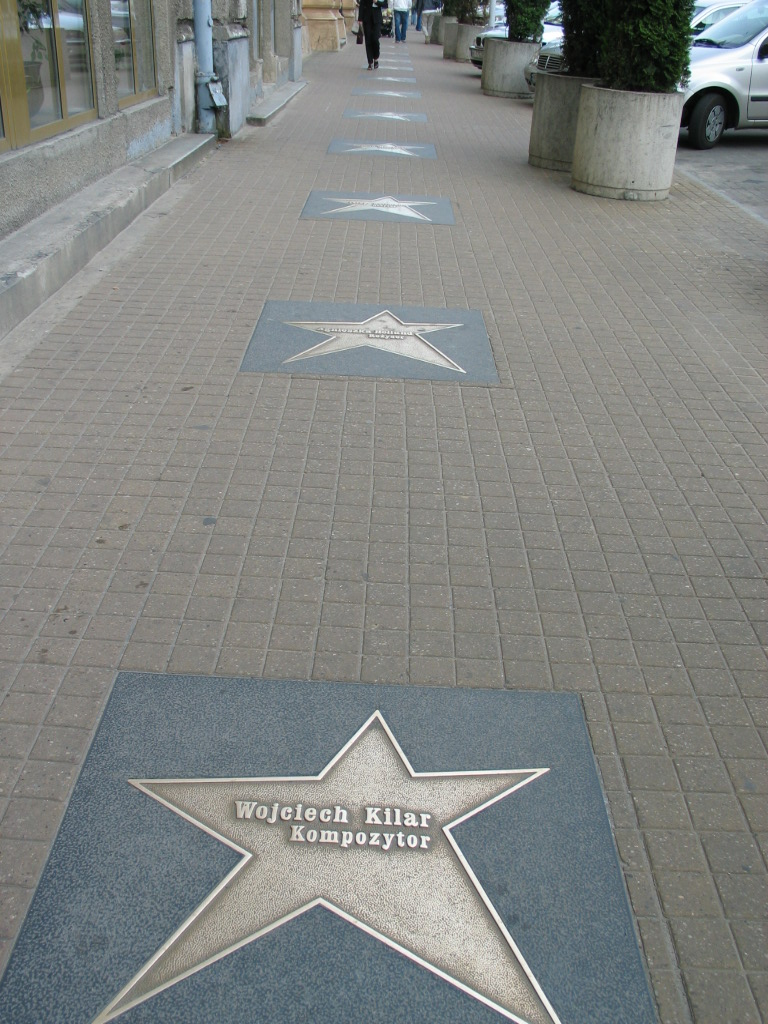
Aleja Gwiazd

Lista pomników znajdujących się w Łodzi, według kategorii:

## Pomniki wybitnych postaci
- Pomniki Jana Pawła II
  - Pomnik Jana Pawła II przy ul. św. Jerzego
  - Pomnik Jana Pawła II przy ul. Zgierskiej
  - Pomnik Jana Pawła II przy ul. Piotrkowskiej
  - Pomnik Jana Pawła II przy ul. Krzemienieckiej
  - Pomnik Jana Pawła II przy ul. Obywatelskiej
  - Pomnik Jana Pawła II przy ul. Bartoka
- Pomniki Józefa Piłsudskiego
  - Pomnik Marszałka Piłsudskiego przy ul. Traugutta
  - Tablica pamiątkowa poświęcona Józefowi Piłsudskiemu przy ul. Wschodniej
- Pomnik Aleksandra Kamińskiego w parku Staromiejskim
- Ławeczka Jana Karskiego w Parku Ocalałych
- Pomnik Jana Kilińskiego przy ul. Moniuszki
- Pomnik Mikołaja Kopernika przed szpitalem im. Mikołaja Kopernika
- Pomnik Tadeusza Kościuszki na placu Wolności
- Pomnik św. Faustyny Kowalskiej na placu Niepodległości
- Pomnik Dekalogu w parku Staromiejskim, przedstawiający Mojżesza
- Pomnik Stanisława Moniuszki w parku Moniuszki
- Pomnik Gabriela Narutowicza przy ulicy Nowej
- Pomnik Kochankowie z ulicy Kamiennej – rzeźba, poświęcona Agnieszce Osieckiej, znajdująca się przy ul. Włókienniczej
- Pomnik Początków Miasta Łodzi poświęcony Rajmundowi Rembielińskiemu, u zbiegu al. Politechniki i ul. Rembielińskiego
- Pomnik Władysława Reymonta na placu Reymonta
- Pomnik Leona Schillera w pasażu Schillera
- Pomnik ks. Ignacego Skorupki na Placu Katedralnym
- Rzeźba Stefana Skrzywana na patio siedziby Zakładu Wodociągów i Kanalizacji przy ul. Wierzbowej
- Pomnik Leona Starkiewicza przed III Liceum Ogólnokształcącym
- Pomnik Stanisława Staszica przy ul. Narutowicza
- Pomnik Bohdana Stefanowskiego na terenie Politechniki Łódzkiej
- Pomniki Juliana Tuwima:
  - Popiersie Juliana Tuwima przy ul. Moniuszki
  - Pomnik „Ławeczka Tuwima” przy ul. Piotrkowskiej
  - „Dupa Tuwima” przy ul. Legionów
- Pomnik kard. Stefana Wyszyńskiego przy al. kard. Wyszyńskiego

### Postacie związane z Łodzią
- Pomniki powstałe w ramach projektu Łódź Bajkowa
  - Figura Misia Uszatka przy wejściu do Centrum Informacji Turystycznej[1]
  - Figura pingwina Pik-Poka przed Aquaparkiem Fala
  - Figury kotów Filemona i Bonifacego przy wejściu do Muzeum Kinematografii
  - Figury bohaterów Zaczarowanego ołówka (Piotruś i jego piesek) przy budynku Łódzkiego Domu Kultury
  - Figura Plastusia w parku Sienkiewicza
  - Figury Trzech misiów w Skansenie Łódzkiej Architektury Drewnianej
  - Figura wróbelka Ćwirka przed Palmiarnią Łódzką w Parku Źródliska
  - Figura Maurycego i Hawranka przed wejściem do Miejskiego Ogrodu Zoologicznego
  - Figura Ferdynanda Wspaniałego przed wejściem do Galerii Łódzkiej na rogu al. Piłsudskiego i ul. Henryka Sienkiewicza
- Galeria Wielkich Łodzian
  - „Twórcy Łodzi Przemysłowej” u zbiegu ul. Piotrkowskiej i ul. Jaracza
  - „Kufer Reymonta” przy ul. Piotrkowskiej
  - „Fortepian Rubinsteina” przy ul. Piotrkowskiej
  - „Pomnik Lampiarza” przy ul. Piotrkowskiej
  - Pomnik „Ławeczka Tuwima” przy ul. Piotrkowskiej
  - „Fotel Jaracza” przy ul. Piotrkowskiej i ul. Piłsudskiego

## Pamięci poległych
- Grób Nieznanego Żołnierza na Placu Katedralnym
- Pomnik Ofiar Hitleryzmu na Radogoszczu
- Pomnik Ofiar Komunizmu przy al. Anstadta
- Pomnik Ofiar Łódzkiego Getta i Obozów Koncentracyjnych na nowym cmentarzu żydowskim
- Pomnik Martyrologii Dzieci w parku im. Szarych Szeregów
- Pomnik upamiętniający martyrologię Żydów „Radegast”
- Pomnik Pamięci Dzieci Polskich – Ofiar Niemieckich Obozów na terenie Łodzi i okolic na cmentarzu katolickim św. Wojciecha w Łodzi[2]
- Pomnik pamięci ofiar stanu wojennego przy kościele Podwyższenia Świętego Krzyża
- Pomnik Katyński na pl. Ofiar Zbrodni Katyńskiej, przy kościele Matki Boskiej Zwycięskiej
- Pomnik z 1919 roku ku czci Poległych za Ojczyznę przy ul. Retkińskiej obok kościoła Najświętszego Serca Jezusowego
- Pomnik poległych lotników na lotnisku Lublinek
- Pomnik Powstańców Warszawskich u zbiegu al. G. Palki i ul. Wojska Polskiego
- Pomnik Żegoty w parku Ocalałych

## Pomniki nieistniejące
- Pomnik Wdzięczności Armii Czerwonej w parku im. ks. J. Poniatowskiego
- Pomnik Juliana Marchlewskiego na Starym Rynku
- Pomnik Robotnika i Robotnicy w pasażu Rubinsteina
- Pomnik Stanisława Moniuszki w parku im. ks. J. Poniatowskiego

## Pozostałe
- Pomnik Czynu Rewolucyjnego w parku im. J. Piłsudskiego
- Pomnik Solidarności na rondzie Solidarności
- Pomnik Armii Łódź w parku Helenów
- Pomnik Łodzian Przełomu Tysiącleci na ul. Piotrkowskiej
- Pomnik „Ludziom Morza” przy ul. Podmiejskiej
- Pomnik Legionisty w parku im. Legionów[3]
- Pomnik „Macierzyństwo” przed szpitalem ICZMP
- Pomnik Polaków Ratujących Żydów w parku Ocalałych
- Pomnik Kamienicy przy ul. Piotrkowskiej
- Pomnik „Twórców Wielkiego Widzewa” przy al. Piłsudskiego 138
- Obelisk tradycji ulicy Piotrkowskiej stojący obok ratusza
- Aleja Gwiazd na ul. Piotrkowskiej
- Rzeźba „Niemowlę” przy ul. Tatrzańskiej
- Rzeźba „Kochankowie” przed willą Ernsta Leonhardta
- Rzeźba „Synogarlice” przy ul. Tatrzańskiej
- Rzeźba „Macierzyństwo” przy al. kard. Wyszyńskiego
- Rzeźba „Bociany” przy skrzyżowaniu al. kard. Wyszyńskiego i ul. Z. Waltera-Jankego